# Acciaio 50CrV4
KVR-G è la denominazione SIAU di un acciaio per molle. La sigla UNI è 50CrV4. Una caratteristica di questa classe di acciai è quella di poter essere bonificata, generando una struttura martensitica rinvenuta, caratterizzata da alta resistenza meccanica con una buona tenacità.

## Caratteristiche
Le caratteristiche meccaniche sono strettamente legate alla composizione chimica e alla temperatura di rinvenimento.
Al suo interno il KVR-G ha diversi leganti, per la precisione:
- Carbonio(C) in percentuale del 0,47-0,55%.
- Cromo(Cr) in percentuale del 0,9-1,2%.
- Vanadio(V) in percentuale del 0,1-0,25%.
- Manganese(Mn) in percentuale del 0,7-1,1%.
- Silicio(Si) in percentuale del <0,40%.

Le temperature caratteristiche di questo tipo di acciaio sono le seguenti:
- Martensite Start(Ms) a 280 °C.
- Ac1 a 740 °C.
- Ac3 a 790 °C.

Le proprietà dell'acciaio 50CrV4 sono:
- Carico unitario di rottura Rm di 700-900 N/mm2.
- Resilienza di 30 Joule.

Questi acciai sono utilizzabili per la realizzazione di particolari meccanici come per esempio barre di torsione e molle.